# Rolf Bagger
Rolf Bagger (født 3. oktober 1937 på Frederiksberg) er dansk forfatter og journalist.
Han er søn af direktør, civilingeniør Gregers David Bagger og hustru Anna Koch. I 1979 blev han gift med kunstneren Sofie Elsa Freundt (født 1932). Han er far til Trym Bagger og Stein Bagger.
Han blev student i 1956. Efter sin værnepligt blev han premierløjtnant af reserven. Han tog filosofikum i 1959 og studerede almindelig og sammenlignende litteraturhistorie 1958-62. Herefter havde han skiftende job som taxichauffør, lærer ved Forsvarets Civilundervisning, aftenhøjskolelærer og boganmelder 1963-68. Han var journalist ved BT 1968-78, ved Weekendavisen 1978-83 og derefter kommentator ved Berlingske Tidende 1985-2000 samt radioanmelder samme sted 1983-2002.
Han fik sin skønlitterære debut i 1959 i antologien Det lyse rum. Sin romandebut fik han med Fremmed by i 1963. Bagger har været medlem af DR's bestyrelse 2003-06, af Etisk Råd 1987-90 og bestyrelsesmedlem i Landbrugets Kulturfond samt medlem af repræsentantskabet i Statens Kunstfond og Kunstrådet.